# Tim Raines, Jr.
Timothy Raines, Jr. (né le 31 août 1979 à Memphis, Tennessee, États-Unis) est un joueur de champ extérieur qui joue dans les Ligues majeures de baseball de 2001 à 2004. Il est le fils de l'ancien joueur étoile Tim Raines.

## Carrière
Raines a fait ses débuts chez les Orioles de Baltimore le 1er octobre 2001. 
Le 3 octobre 2001, Tim Raines, Jr. joue au champ centre contre Toronto lorsque son père, acquis des Expos de Montréal, est amené dans la rencontre comme frappeur suppléant puis comme frappeur désigné. Le lendemain, 4 octobre, il patrouille le champ centre aux côtés de son père, Tim Raines, voltigeur de gauche, dans un match des Orioles contre les Red Sox de Boston. Les Raines devenaient le second duo père-fils de l'histoire des ligues majeures à évoluer ensemble pour la même équipe, après Ken Griffey, Sr. et Ken Griffey, Jr. chez les Mariners de Seattle en 1990.
Plus tôt dans la saison 2001, un père et son fils se sont affrontés pour la première fois dans l'histoire du baseball professionnel en Amérique du Nord. Raines père,  alors membre de l'organisation des Expos de Montréal, jouait pour leur club-école, les Lynx d'Ottawa, qui s'est mesuré aux Red Wings de Rochester, formation affiliée aux Orioles de Baltimore, pour laquelle évoluait Raines, Jr.
Tim Raines, Jr. compte 75 matchs d'expérience dans les majeures, les sept premiers en 2001 et le reste au cours des saisons 2003 et 2004. Il a frappé pour ,213 de moyenne au bâton avec 34 coups sûrs, 24 points marqués, sept points produits et 10 buts volés.
En 2008, il joue pour les Sidewinders de Tucson, dans la Ligue de la Côte du Pacifique, un club des ligues mineures de niveau AAA qui était affilié aux Diamondbacks de l'Arizona. Après avoir évolué en ligues mineures pour un club-école des Royals de Kansas City en 2009, il joue dans le baseball indépendant, notamment pour les Bears de Newark, un club dont son père est le gérant.